# ライブ・アット・ザ・セラー・ドア
| 専門評論家によるレビュー | 専門評論家によるレビュー |
| 総スコア                 | 総スコア                 |
| 出典                     | 評価                     |
| ------------------------ | ------------------------ |
| Metacritic               | 84/100                   |
| レビュー・スコア         |                          |
| 出典                     | 評価                     |
| AllMusic                 | [ 2 ]                    |
| Consequence of Sound     | [ 3 ]                    |
| Drowned in Sound         | 9/10                     |
| The Observer             | [ 5 ]                    |
| Pitchfork                | 7.7/10                   |
| Rolling Stone            | [ 7 ]                    |
| Tom Hull                 | B+ ()                    |

『ライヴ・アット・ザ・セラー・ドア』（Live at the Cellar Door）は、ニール・ヤングが1970年にワシントンD.C.で行った6回のコンサートの演奏を収録したライヴ・アルバム。2013年12月10日にリリースされた。このアルバムはヤングのアーカイブス・パフォーマンス・シリーズの第02.5巻にあたる。このアルバムには、『アフター・ザ・ゴールド・ラッシュ』、『ハーヴェスト』、『ニール・ヤング・ウィズ・クレイジー・ホース』、『渚にて』、『バッファロー・スプリングフィールド』、『バッファロー・スプリングフィールド・アゲイン』など、ヤングの初期のアルバムとバッファロー・スプリングフィールドのアルバムからの曲が収録されている。
さらにこのアルバムには、ヤングが彼の曲「シナモン・ガール」を彼のコメント「あの曲をピアノで演奏したのは初めてだよ！」とあるように ピアノで演奏した唯一の録音が収録されている。
このアルバムは「Flying on the Ground is Wrong」で幕を閉じ、ヤングがこう口にしている： 「私は契約書に、9フィートのスタインウェイ・グランド・ピアノでしか演奏しないと書いておいたんだ、ちょっとした 奇抜さのためにね」。

## 収録曲
| 全作詞・作曲: ニール・ヤング。 |                                    |                |                |      |
| #                              | タイトル                           | 作詞           | 作曲・編曲     | 時間 |
| 1.                             | 「Tell Me Why」                    | ニール・ヤング | ニール・ヤング | 2:52 |
| 2.                             | 「Only Love Can Break Your Heart」 | ニール・ヤング | ニール・ヤング | 3:13 |
| 3.                             | 「After the Gold Rush」            | ニール・ヤング | ニール・ヤング | 3:48 |
| 4.                             | 「Expecting to Fly」               | ニール・ヤング | ニール・ヤング | 3:21 |
| 5.                             | 「Bad Fog of Loneliness」          | ニール・ヤング | ニール・ヤング | 2:00 |
| 6.                             | 「Old Man」                        | ニール・ヤング | ニール・ヤング | 3:41 |
| 7.                             | 「Birds」                          | ニール・ヤング | ニール・ヤング | 2:19 |
| 8.                             | 「Don't Let It Bring You Down」    | ニール・ヤング | ニール・ヤング | 2:38 |
| 9.                             | 「See the Sky About to Rain」      | ニール・ヤング | ニール・ヤング | 3:21 |
| 10.                            | 「Cinnamon Girl」                  | ニール・ヤング | ニール・ヤング | 3:29 |
| 11.                            | 「I Am a Child」                   | ニール・ヤング | ニール・ヤング | 2:43 |
| 12.                            | 「Down by the River」              | ニール・ヤング | ニール・ヤング | 4:24 |
| 13.                            | 「Flying on the Ground Is Wrong」  | ニール・ヤング | ニール・ヤング | 7:11 |
| 合計時間:                      | 合計時間:                          | 45:00          |                |      |

## メンバー
- ニール・ヤング - ヴォーカル（すべて）、アコースティック・ギター（1-2、5-6、8、11-12）、ピアノ（3-4、7、9-10、13）、プロデュース

制作スタッフ
- ヘンリー・ルーウィ - プロデュース
- ゲイリー・バーデン - アートディレクション、デザイン、インサイドフォト
- ジェニス・ヘオ - アートディレクション、デザイン
- ジョージ・メイソン - カバー写真
- ジョン・ノーランド - ミキシング、アナログからデジタルへのトランスファー
- ティム・マリガン - ミキシング、マスタリング